# Наумов, Виктор Владимирович
Виктор Владимирович Наумов (2 декабря 1939, Свердловск — 28 июля 2005, Екатеринбург) — советский хоккеист, защитник. Мастер спорта СССР (1961).

## Биография
После игр за молодёжную команду свердловского «Спартака» дебютировал за команду во второй группе класса «А» сезона 1958/59.
Армейскую службу проходил в ЦСКА (1 матч в сезоне 1959/60) и СКА Калинин (1959/60 — 1961/62).
Следующие 10 сезонов провёл в «Спартаке» / «Автомобилисте».
Скончался 28 июля 2005 года в Екатеринбурге. Похоронен на Владимирском кладбище в поселке Исток.